# 毛诚
毛诚（1915年—1995年9月4日），原名武文璞，吉林省伊通满族自治县东尖山乡人。中华人民共和国政治人物。

## 生平
1932年入团，同年转党。1933年9月在满洲省委做秘密交通及发行工作。1934年到苏联莫斯科东方大学学习，1937年归国后，在延安任中央社会部某处秘书长、1943年任西北公学秘书长兼第五班（女生班）办主任。1945年11月任中共哈尔滨市委社会部长、哈尔滨市道外中心区区委书记、北傅家区区委书记、哈尔滨市企业党委书记和哈尔滨市委组织部副部长。1950年，担任总参谋部联络部干部学校副校长；1954年任总参谋部联络部副部长、中共中央调查部副秘书长和中共中央调查部干部学校校长。1955年授衔时为全军3位女性大校之一【1955年唯一女大校。肖月华是1960年授衔大校，林月琴是1962年授衔大校】，唯一具有实职的女大校。文化大革命期间受到迫害。
1978年，担任吉林省政协副主席、吉林省人大常委会副主任。1995年9月4日，因病于北京逝世，享年80岁。